# Icterus gularis
Icterus gularis là một loài chim trong họ Icteridae.